# Stevo Karapandža
Stevo Karapandža (Gornja Trebinja, 13. rujna 1947.) hrvatski je kuhar srpskog porijekla i televizijska osoba, najpoznatiji kao voditelj popularne kulinarske emisije „Male tajne velikih majstora kuhinje” na Radioteleviziji Zagreb (RTZ).

## Rani život i obrazovanje
Rođen kraj Karlovca, Karapandža potječe iz duge loze ugostitelja. Otac mu je Srbin, a majka Hrvatica. Njegov djed bio je pekar, a otac je vodio gostionicu. Njegovi preci prisutni su u Karlovcu još od 1715. godine. Završio je srednju školu u Opatiji, a kasnije je diplomirao na hotelijerskom fakultetu u Opatiji sa specijalizacijom iz istarske makrobiotike.

## Karijera
Karapandžina profesionalna karijera započela je u karlovačkom hotelu „Korana”, nakon čega je postao šef kuhinje u hotelu u Selcima. Nakon služenja vojnog roka u Jugoslavenskoj ratnoj mornarici kao vodnik, 1967. godine se zaposlio u zagrebačkom luksuznom hotelu „Esplanade”, gdje je radio do 1975. Sa samo 24 godine postao je šef kuhinje u hotelu „Intercontinental” u Zagrebu, gdje je radio do 1980. Njegovo međunarodno iskustvo uključuje:
- Kuhar u hotelu „Savoy”, London (1980. – 1981.)
- Voditelj hrane i pića u hotelu „Esplanade”, Zagreb (1981. – 1987.)
- Generalni direktor hotela „Holiday Inn”, Zagreb (1987. – 1989.)

Tijekom njegovog mandata u Holiday Innu, značajno je povećao popunjenost hotela s 23 % na 70 %.

## Televizijska karijera
Karapandža je stekao slavu kao voditelj emisije „Male tajne velikih majstora kuhinje”, kulinarske emisije pod pokroviteljstvom Podravke i njihovog brenda Vegeta. Emisiju je vodio s Ivom Serdarom, a kasnije s Oliverom Mlakarom. Angel Miladinov bio je redatelj prvih desetak godina emisije, a nakon njega Saša Zalepugin. Karapandža je izabran za promociju Vegete zbog odličnoga prezentiranja, jasne dikcije i profesionalnog ponašanja.

## Iseljenje i kasniji život
Godine 1991., tijekom raspada Jugoslavije, Karapandža je napustio Zagreb i prvotno se preselio u Soavu kraj Verone u Italiji. Preko poznanstva preselio se u Švicarsku, gdje je radio u raznim restoranima u kantonu Aargau. Od 1998. godine sa svojom obitelji vodi restoran „Sonne” u Ennetbadenu.
Karapandža ima hrvatsko i švicarsko državljanstvo. Redovito posjećuje Hrvatsku i ima kuću u Lovranu.